# میت جاکوبسون
میت جاکوبسون (به انگلیسی: Mette Jacobsen) (زادهٔ ۲۴ مارس ۱۹۷۳) شناگر اهل دانمارک است.